# The Lamb (film 1915)
The Lamb è un film muto del 1915 diretto da Christy Cabanne (con il nome W. Christy Cabanne).
Copia della pellicola è conservata negli archivi dell'International Museum of Photography and Film at George Eastman House.
Viene indicato come il primo film della filmografia di Douglas Fairbanks ma solo perché venne distribuito prima di Sotto l'unghia dei tiranni, film che in realtà fu interpretato per primo da Fairbanks.

## Trama
Gerald viene lasciato dalla sua fidanzata Mary la quale parte con un amico di Gerald, Bill, per una gita in Arizona; Gerald li segue ma viene catturato dagli indiani che poi rapiscono anche Mary e i due si ritrovano; Gerald riesce a liberarsi e, grazie a un cannone, attacca gli indiani che però riescono ad avere la meglio fino a quando i due non vengono salvati dai soldati americani. Visto il coraggio di Gerald, Mary ritorna con lui.

## Produzione
Il film fu prodotto dalla Fine Arts Film Company.

## Distribuzione
Distribuito dalla Triangle Distributing, il film uscì nelle sale cinematografiche statunitensi il 7 novembre 1915, dopo essere stato presentato in anteprima il 23 settembre al Knickerbocker Theatre di New York.